# Joe le taxi
"Joe le taxi" är en sång skriven av Franck Langolff och Étienne Roda-Gil och inspelad av Vanessa Paradis, som släppte den på singel 1987, 14 år gammal. Singeln toppade den franska singellistan i elva veckor. 1988 utgavs den på albumet M&J. Musikvideon producerades av Lili Balian, Jake Hertz och Addie Calcagnini. Sången handlar om taxiföraren "Joe" i Paris, som känner till flera ställen i den franska huvudstaden.

## Listplaceringar
| Lista (1987)                      | Topplacering |
| --------------------------------- | ------------ |
| Belgiens (Valloniens) singellista | 1            |
| Nederländska Top 40               | 23           |
| Franska SNEP-singellistan         | 1            |
| Västtyskla singellistan           | 8            |
| Norska singellistan               | 5            |
| Lista (1988)                      | Topplacering |
| Eurochart Hot 100                 | 11           |
| Irländska singellistan            | 2            |
| Svenska singellistan              | 7            |
| Brittiska singellistan            | 3            |

## Certifieringar
| Land      | Certifiering | Datum | Certifierrade försäljningar | Fysiska försäljningar |
| --------- | ------------ | ----- | --------------------------- | --------------------- |
| Frankrike | Platina      | 1987  | 1 000 000                   | 1 025 000             |